# Мигаль Павло Костянтинович
Павло Костянтинович Мигаль (також Мігаль; 16 березня 1903, Митьки, Золотоніський повіт, Полтавська губернія — 8 липня 1986, Кишинів) — радянський український учений, хімік, професор. Завідувач кафедри фізичної хімії у Об'єднаному українському, Чернівецькому та Кишинівському державних університетах. Декан хімічного факультету Чернівецького державного університету (1951—1953). Фахівець з адсорбції парів та газів.

## Життєпис
Павло Мигаль народився 16 березня 1903 року у селі Митьки Золотоніського повіту Полтавської губернії. Старший брат астронома-геодезиста Миколи Мигаля.
Член комуністичної партії з 1927 року. Вищу освіту здобував у Харківському інституті народної освіти ім. О. Потебні, який закінчив у 1930 році. Був учнем хіміка Гліба Мухіна. З 1934 року працював на кафедрі фізичної хімії Харківського державного університету, одночасно керував спеціальною лабораторією у Науково-дослідному інституті хімії при Харківському державному університеті. Входив до складу редколегії журналу «Труди Інституту хімії Харківського державного університету».
На початку Німецько-радянської війни Павло Мигаль добровольцем увійшов до складу Університетського батальйону Дивізії народного ополчення Дзержинського району Харкова. Пізніше разом з іншими науковцями Харківського державного університету був евакуйований до Кзил-Орди. На новому місці, у 1941 році, очолив кафедру фізичної хімії університету (з 1942 року Об'єднаний український державний університет). На той момент мав вчене звання доцента. Робота Мигаля в Об'єднаному українському державному університеті була відмічена почесною грамотою Президії Верховної Ради Казахської РСР.
Під час реевакуації став одним викладачів університету, які, з метою відновлення вишів Західної України, не повернулися до Харкова. У 1944 році перейшов на роботу до Чернівецького державного університету, де став першим завідувачем кафедри фізичної хімії. На сайті кафедри зазначається, що Павло Мигаль доклав великих зусиль для її формування і вчений характеризується як активний організатор. У 1949 році отримав вчене звання професора, а через два роки, за сумісництвом, очолив хімічний факультет університету. З 1953 року працював у Кишинівському університеті, де також очолював кафедру фізичної хімії. У 1973 році залишив посаду завідувача і став професором кафедри, того ж року отримав звання Заслуженого працівника вищої школи Молдавської РСР. Наступного року пішов на пенсію.
Помер Павло Мигаль 8 липня 1986 року у Кишиневі.

## Наукова діяльність
Павло Мигаль займався питаннями хімічної теорії розчинів, фізико-хімічного аналізу розчинів і електролітів, хімії кінетики й аналізу. Досліджував хімічні процеси у змішаних розчинах за результатами яких утворювалися комплексні з'єднання.Також його інтереси стосувалися проблем обміну адсорбції парів та газів. Зокрема досліджував адсорбцію пару природними та штучними адсорбентами, рівноважну адсорбцію, структурно-адсорбційні властивості глинистих порід Молдови та синтез цеолітів із трепелу. Ним була розроблена узагальнена теорія полімолекулярної адсорбції з додатковими верхніми кулями в активних центрах пористих сорбентів. Павло Мигаль, разом зі своїми співробітниками, запропонував використовувати для освітлення та стабілізації виноградних вин та плодово-ягідних соків мінеральний адсорбент.
Перебуваючі в евакуації, разом з доцентом Олександром Давидовим, займався питанням очищення бавовняної олії, в результаті чого був створений спеціальний пристрій.
Павло Мигаль захистив 1 липня 1948 року дисертацію на здобуття наукового ступеня доктора хімічних наук за темою «Адсорбція індивідуальних пар та їх сумішей» (рос. Адсорбция индивидуальных паров и их смесей). Офіційними опонентами на захисті були професори Андрій Фрост та Євген Гапон. Наступного року Мигалю був присвоєний відповідний науковий ступінь та вчене звання професора.

## Вибрані публікації
Всього Павло Мигаль був автором близько 150 наукових праць. Список вибраних публікацій згідно з «Советская Молдавия. Краткая энциклопедия» та «Енциклопедія сучасної України», всі праці у співавторстві:
- Поглощение паров бензола твердыми адсорбентами // Труди Інституту хімії. 1936. Т. 2
- Устойчивость лимоннокислых комплексов некоторых металлов // Журнал неорганической химии. 1958. Т. 3, вып. 2
- Исследование комплексообразования кадмия с тиомочевиной в растворах изопропилового спирта // Журнал неорганической химии. 1969. Т. 14, вып. 4
- К характеристике битумоидов юрских и палеозойских отложений Молдавии по данным инфракрасной спектроскопии // Известия Академии наук Молдавской СССР. Серия биологических и химических наук 1971. № 6
- Распределение ванадиезо-никелевых порфироновых комплексов в битумоидах и нефтях Молдавии // Геохимия. 1972. № 7
- Полярографическое исследование простых и смешанных комплексов кадмия с моноэтаноламином и этилендиамином в водно-метанольных средах // Журнал неорганической химии. 1974. Т. 19, вып. 2, 4
- Исследование простых и смешанных комплексов кадмия с тиомочевиной и галогенами в водно-спиртовых растворах // Журнал неорганической химии. 1977. Т. 22, № 10
- Термодинамика образования смешаннолигандных комплексов меди (II) с ароматическими и а-аминокислотами // Журнал неорганической химии. 1978. Т. 23, вып. 6
- Исследование смешанного комплексообразования серебра с тиомочевиной и роданид-ионами в водно-ацетоновых растворах // Журнал неорганической химии. 1981. Т. 26, вып. 10

## Нагороди
- Почесна грамота Президії Верховної Ради Казахської РСР (25 квітня 1944)[7]
- Заслужений працівник вищої школи Молдавської РСР (1973)[2]

### Коментар
1. ↑  Зараз село затоплене
2. ↑  Указ від 25 квітня 1944